# Shared Socioeconomic Pathway
Ein gemeinsam genutzter sozioökonomischer Pfad (engl. Shared Socioeconomic Pathways, SSP) ist ein Szenario der projizierten sozioökonomischen globalen Veränderungen bis zum Jahr 2100. Er wird zur Ableitung von Szenarien für Treibhausgasemissionen bei unterschiedlichen klimapolitischen Maßnahmen verwendet.
Die SSPs liefern Narrative, die alternative sozioökonomische Entwicklungen beschreiben. Bei diesen Entwicklungslinien  handelt es sich um eine qualitative Beschreibung von logischen Verknüpfungen, die Narrative miteinander verbinden. Aus quantitativer Sicht liefern sie Daten zu den Szenarien über die nationale Bevölkerungszahl, den Bildungsstand, die Urbanisierung und das BIP pro Kopf. Das SSP2-Szenario (Mitte des Weges) wurde als Referenzszenario konzipiert.
Die fünf Szenarien lauten:

CO_{2}-Konzentrationen der Erdatmosphäre nach 5 SSP-Szenarien im 21. Jahrhundert (projiziert durch MAGICC6, ein Klimamodell mit einfacher/reduzierter Komplexität)

- SSP1: Nachhaltigkeit (Auf der grünen Route)
- SSP2: Mitte des Weges (Mittlere Herausforderungen)
- SSP3: Regionale Rivalität (Ein steiniger Weg)
- SSP4: Ungleichheit (Ein geteilter Weg)
- SSP5: Fossil befeuerte Entwicklung (Auf der Überholspur)

Ein sozioökonomischer Pfad ist zunächst unabhängig von Klimaschutzmaßnahmen modelliert und kann – je nach Ausmaß des Klimaschutzes – mit verschiedenen repräsentativen Konzentrationspfaden (RCP) konsistent sein. SSP und die mit ihnen konsistente RCP bilden eine Matrix integrierter Szenarien verschiedener Klimazukünfte. 
Diese Szenarien wurden bei der Erstellung des sechsten Sachstandsberichts des Weltklimarates IPCC über den Klimawandel herangezogen, der am 9. August 2021 veröffentlicht wurde. Die gemeinsam genutzten sozioökonomischen Pfade wurden zusammen mit Kennziffern für den Strahlungsantrieb – vgl. mit den RCP – zu fünf Szenariokürzeln (SSP1-1.9, SSP1-2.6, SSP2-4.5, SSP3-7.0, SSP5-8.5) kombiniert, die die Grundlage für die Analysen des Sachstandsberichts sind. 

## Zusammenhang mit früheren Szenarien
Die gemeinsam genutzten sozioökonomischen Pfade (SSP) ersetzen die in den 2000er-Jahren genutzten SRES-Szenarien (Special Report on Emissions Scenarios). Anders als in den Emissionsszenarien, die im 3. und 4. IPCC-Sachstandsbericht verwendet wurden, ist in den sozioökonomischen Entwicklungspfaden für den 6. Sachstandsbericht der Klimaschutz nicht Teil des Szenarios. Stattdessen beschreibt ein SSP ein Basisszenario, anhand dessen die Auswirkungen verschiedener Klimaziele und politischer Maßnahmen untersucht werden können. Im Rahmen eines SSP lässt sich prüfen, ob und wie ein repräsentativer Konzentrationspfad erreicht werden kann. Auch wenn die SSP einem anderen Ansatz entstammen als die SRES, gibt es besonders für die Szenarien SSP1 und SSP3, die mit geringen bzw. großen Herausforderungen für Klimaschutz und -anpassung verbunden sind, auffällige Ähnlichkeiten zu den SRES B1 bzw. A2.
Die Bandbreite der Annahmen über die Bevölkerungsentwicklung wurde wegen der gesunkenen Fertilitätsrate in den Schwellenländern nach unten korrigiert.